# Chrysocolaptes strictus
Chrysocolaptes strictus là một loài chim trong họ Picidae. Chúng thường xuất hiện ở Java, Bali và quần đảo Kangean.